# Maria Antonelli (stilista)
Maria Antonelli (Siena, 1903 – Roma, 22 agosto 1969) è stata una stilista italiana.

## Biografia
Maria Antonelli nasce a Siena e si trasferisce giovanissima a Roma dove comincia l'apprendistato presso la nota Sartoria Battilocchi.
Apre un suo atelier alla fine degli anni '30 annoverando tra le sue clienti famose attrici dell'epoca, quali Clara Calamai, Mariella Lotti e Alida Valli.
Il 12 febbraio 1951 partecipa alla “First Italian High Fashion Show”, la storica sfilata di Villa Torrigiani a Firenze, organizzata da Giovanni Battista Giorgini che segna la data di inizio dell'alta moda italiana, e di nuovo nel luglio dello stesso anno presso il "Grand Hotel" di Firenze.
Partecipa nel 1952, con Vincenzo Ferdinandi, Roberto Capucci, l'atelier Carosa, Giovannelli-Sciarra, Germana Marucelli, Polinober, la Sartoria Vanna, Jole Veneziani e sedici ditte di sportswear e boutique, alla prima storica sfilata presso la Sala Bianca di Palazzo Pitti a Firenze. Una giovanissima Oriana Fallaci inviata dal settimanale Epoca ne raccontò la cronaca.
Sempre nello stesso anno fonda, insieme a Emilio Schuberth, Germana Marucelli, Vita Noberasco, Jole Veneziani e le Sorelle Fontana, il Comif, un comitato/sindacato che si occupava della promozione della nascente Alta Moda italiana. 
Nel 1954 crea l'abito nuziale per l’attrice inglese Dawn Addams che si sposa a Roma con il principe Vittorio Massimo. La foto è pubblicata da tutti i giornali nazionali e internazionali.
Nel 1958 sperimenta una linea di prêt-à-porter, l’Antonelli Sport, che conquista i mercati d’oltreoceano. 
Nel suo atelier hanno lavorato disegnatori del calibro di Mario Vigolo, Antonio Pascali, Lino Pelizzoni, Elio Costanzi, Chino Bert, Giulio Coltellacci, Corigliano PasqualePino Lancetti, André Laug e Silvano Malta. 

### Morte
Maria Antonelli muore a Roma nel 1969, anno in cui anche la sua sartoria chiude i battenti.